# 張嘉謨
張嘉謨（1473年—1533年），字舜卿，號城南。陝西寧夏衛軍籍，直隸淶水縣人，明朝政治人物。弘治壬戌進士，知兵，官至山東僉事。

## 生平
陝西鄉試第七名。弘治十五年（1502年）壬戌科會試第十一名，第三甲進士。授兵部武选司主事。正德中，参预镇压刘六等起事。晋兵部车驾司员外郎，从攻四川廖麻子起事，因功升山东按察使司佥事，济宁兵备，移沂州兵备。以严禁盗矿，得罪藩邸，下狱罢归。

## 著作
有《云岩集》。

## 家族
曾祖父張才甫，知州；祖父張恕；父張翼，知縣。嫡母徐氏；生母李氏。具庆下。